# República de Bihać
```
   |-
       |
Erro:
:  
valor não especificado para "
nome_comum
"

   |-
       | 
Erro:
:  
valor não especificado para "
continente
"
```

A República de Bihać (Servo-croata: Bihaćka Republika, cirílico: Бихаћка Република) foi uma república de curta duração que existiu entre novembro de 1942 e janeiro de 1943 em uma área libertada da Iugoslávia ocupada pelos nazistas. Foi estabelecido pelo Movimento de Resistência Partidária após a libertação de Bihać. Bihać tornou-se o seu centro administrativo e a primeira sessão do Conselho Antifascista de Libertação Popular da Iugoslávia (AVNOJ) foi realizada lá em 26 de novembro de 1942.

## Libertação

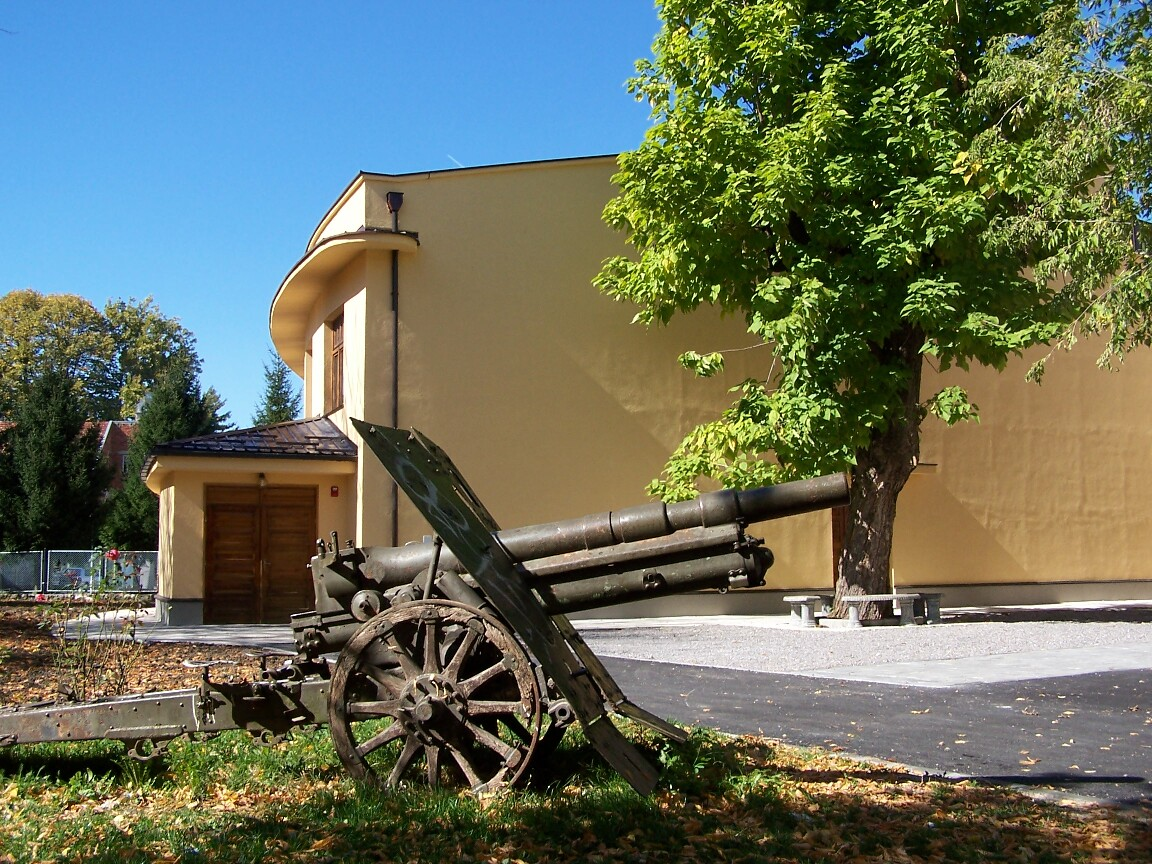
O edifício em Bihać onde o AVNOJ se reuniu pela primeira vez.

No verão e no outono de 1942, as forças partidárias melhoraram muito a sua organização e táticas. Organizados em brigadas móveis, os Partidários foram capazes de atacar e dominar guarnições isoladas do Eixo do tamanho de um batalhão e, em alguns casos, até maiores. As unidades partidárias no oeste da Bósnia e na Croácia foram significativamente reforçadas com a chegada de 6 brigadas das partes orientais da Iugoslávia no verão de 1942.
Bihać, a cidade central do território, foi libertada em 4 de novembro de 1942, após uma batalha de dois dias envolvendo oito brigadas Krajina e croatas contra a 4ª Brigada Ustaša e o 12º Regimento da Guarda Interna Croata. Algumas cidades foram libertadas anteriormente (Vojnić, Vrginmost, Korenica, Drvar, Glamoč e Bosanski Petrovac), e outras foram libertadas como uma continuação da Operação Bihać: Bosanska Krupa em 5, Cazin em 6 e Slunj em 14 de novembro. Várias cidades foram libertadas durante ataques separados: Jajce em 26 de novembro, Livno em 15 de dezembro, Tomislavgrad em 19 de dezembro de 1942 e Teslić em 1 de janeiro de 1943. Udbina e Bosansko Grahovo foram evacuados por Ustaša e unidades italianas sob pressão partidária. Algumas cidades foram atacadas sem sucesso: Bosanski Novi e Dvor na Uni de 26 a 28 de novembro, e Sanski Most de 10 a 22 de dezembro.
Com estas operações, grandes áreas de território, desde Karlovac, no oeste, até Prozor, no leste, foram limpas das forças do Eixo. Os guerrilheiros estabeleceram controle sobre uma área de cerca de 250km de comprimento e 50-70km de largura.  Algumas cidades foram retomadas pelas forças do Eixo em ataques locais: Jajce foi reocupada em 6 de dezembro e Teslić em 8 de janeiro pelos alemães. Contudo, a maior parte do território foi reocupada em grandes ofensivas (Weiss I e Weiss II). Os alemães retomaram Bihać em 29 de janeiro, Drvar em 27 de fevereiro e Livno em 5 de março de 1943.